# Llista de topònims de Bagà
Llista de topònims (noms propis de lloc) del municipi de Bagà, al Berguedà
Informació actualitzada per un bot. Els canvis manuals es perdran quan s'actualitzi!

## carrer
| imatge | Nom                  | Ubicat a | instància de | Detalls                     | coordenades                                          | Protecció                                  | Commons (més fotos)     | Dades a WD                    |
| ------ | -------------------- | -------- | ------------ | --------------------------- | ---------------------------------------------------- | ------------------------------------------ | ----------------------- | ----------------------------- |
|        | Carrer Major de Bagà | Bagà     | carrer       | Estil: arquitectura popular | 42° 15′ 10″ N, 1° 51′ 40″ E / 42.252722°N,1.861039°E | bé integrant del patrimoni cultural català | Carrer Major (Bagà)     | Modifica les dades a Wikidata |
|        | carrer del Palau     | Bagà     | carrer       | Estil: arquitectura popular | 42° 15′ 11″ N, 1° 51′ 39″ E / 42.253017°N,1.860816°E | bé integrant del patrimoni cultural català | Carrer del Palau (Bagà) | Modifica les dades a Wikidata |

## casa
| imatge | Nom           | Ubicat a | instància de | Detalls | coordenades                                                                                         | Protecció                                  | Commons (més fotos)  | Dades a WD                    |
| ------ | ------------- | -------- | ------------ | ------- | --------------------------------------------------------------------------------------------------- | ------------------------------------------ | -------------------- | ----------------------------- |
|        | Cal més Xic   | Bagà     | casa         |         | 42° 15′ 18″ N, 1° 51′ 50″ E / 42.2549°N,1.863775°E                                                  |                                            |                      | Modifica les dades a Wikidata |
|        | Casa Solanell | Bagà     | casa         |         | 42° 15′ 09″ N, 1° 51′ 38″ E / 42.252637°N,1.860677°E ca:Nucli històric. Plaça Galceràn de Pinós, 24 | bé integrant del patrimoni cultural català | Casa Solanell (Bagà) | Modifica les dades a Wikidata |

## collada
| imatge | Nom                   | Ubicat a                        | instància de | Detalls           | coordenades                                                                 | Protecció | Commons (més fotos) | Dades a WD                    |
| ------ | --------------------- | ------------------------------- | ------------ | ----------------- | --------------------------------------------------------------------------- | --------- | ------------------- | ----------------------------- |
|        | Coll de Forn          | Bagà                            | collada      |                   | 42° 17′ 10″ N, 1° 53′ 44″ E / 42.286111111111°N,1.8955555555556°E           |           |                     | Modifica les dades a Wikidata |
|        | Coll de Pal (Bagà)    | Bagà                            | collada      | Hi passa: BV-4024 | 42° 18′ 14″ N, 1° 55′ 20″ E / 42.303798°N,1.922349°E 2106 msnm              |           | Coll de Pal (Bagà)  | Modifica les dades a Wikidata |
|        | Collada de Comafloriu | Bagà                            | collada      |                   | 42° 18′ 13″ N, 1° 54′ 34″ E / 42.303638888889°N,1.9095833333333°E 2195 msnm |           |                     | Modifica les dades a Wikidata |
|        | coll de Jou           | Bagà Guardiola de Berguedà Urús | collada      |                   | 42° 19′ 00″ N, 1° 52′ 00″ E / 42.316666666667°N,1.8666666666667°E           |           |                     | Modifica les dades a Wikidata |

## creu de terme
| imatge | Nom                     | Ubicat a | instància de  | Detalls                       | coordenades                                                      | Protecció | Commons (més fotos)       | Dades a WD                    |
| ------ | ----------------------- | -------- | ------------- | ----------------------------- | ---------------------------------------------------------------- | --------- | ------------------------- | ----------------------------- |
|        | creu de l'Om            | Bagà     | creu de terme |                               | 42° 15′ 35″ N, 1° 51′ 13″ E / 42.259801°N,1.853541°E 887 msnm    |           |                           | Modifica les dades a Wikidata |
|        | creu de la Cogulla      | Bagà     | creu de terme | 1939 Estat: bon estat         | 42° 15′ 12″ N, 1° 51′ 51″ E / 42.25335°N,1.86419°E ca:Nucli vila |           | Creu de la Cogulla (Bagà) | Modifica les dades a Wikidata |
|        | creu del Roser          | Bagà     | creu de terme | 20th century Estat: bon estat | 42° 14′ 59″ N, 1° 52′ 00″ E / 42.24986°N,1.86671°E ca:Nucli vila |           | Creu del Roser (Bagà)     | Modifica les dades a Wikidata |
|        | creu del camí de Paller | Bagà     | creu de terme | 1962 Estat: bon estat         | 42° 15′ 53″ N, 1° 52′ 31″ E / 42.2646°N,1.8753°E ca:Paller       |           |                           | Modifica les dades a Wikidata |

## curs d'aigua
| imatge | Nom                 | Ubicat a                                      | instància de | Detalls              | coordenades                                                                                               | Protecció | Commons (més fotos) | Dades a WD                    |
| ------ | ------------------- | --------------------------------------------- | ------------ | -------------------- | --- | --------- | ------------------- | ----------------------------- |
|        | Bastareny           | Gisclareny Bagà Guardiola de Berguedà         | curs d'aigua | Desemboca: Llobregat | 42° 15′ 50″ N, 1° 50′ 02″ E / 42.263847°N,1.833844°E                                                      |           | Bastareny           | Modifica les dades a Wikidata |
|        | Riutort             | la Pobla de Lillet Bagà Guardiola de Berguedà | curs d'aigua | Desemboca: Llobregat | 42° 18′ 06″ N, 1° 54′ 37″ E / 42.301801°N,1.910395°E 42° 14′ 15″ N, 1° 55′ 02″ E / 42.237591°N,1.917142°E |           |                     | Modifica les dades a Wikidata |
|        | barranc de Turbians | Bagà                                          | curs d'aigua | Desemboca: Llobregat | 42° 15′ 00″ N, 1° 51′ 44″ E / 42.25°N,1.8622222222222°E 775 msnm                                          |           | Torrent de Turbians | Modifica les dades a Wikidata |

## església
| imatge | Nom                      | Ubicat a | instància de                 | Detalls                                   | coordenades                                                                                       | Protecció                                  | Commons (més fotos)                  | Dades a WD                    |
| ------ | ------------------------ | -------- | ---------------------------- | ----------------------------------------- | ------------------------------------------------------------------------------------------------- | ------------------------------------------ | ------------------------------------ | ----------------------------- |
|        | Paller de Dalt           | Bagà     | església                     | 1748 Estat: ruïnós                        | 42° 16′ 26″ N, 1° 52′ 55″ E / 42.273947973325°N,1.88200083136°E ca:Paller                         |                                            | Paller de Dalt                       | Modifica les dades a Wikidata |
|        | Sant Esteve de Bagà      | Bagà     | església església parroquial |                                           | 42° 15′ 08″ N, 1° 51′ 42″ E / 42.2523°N,1.86174°E                                                 | bé integrant del patrimoni cultural català | Sant Esteve de Bagà                  | Modifica les dades a Wikidata |
|        | Sant Joan de l'Avellanet | Bagà     | església                     | Estil: arquitectura romànica 12nd century | 42° 15′ 40″ N, 1° 50′ 06″ E / 42.261081°N,1.835137°E ca:Roca Tiraval, pista de Bagà a Gisclareny. | bé integrant del patrimoni cultural català | Sant Joan de l'Avellanet             | Modifica les dades a Wikidata |
|        | Sant Pelegrí             | Bagà     | església capella             | Estat: ruïnós                             | 42° 15′ 56″ N, 1° 52′ 28″ E / 42.2656778919515°N,1.874537360889°E 1000 msnm                       |                                            |                                      | Modifica les dades a Wikidata |
|        | Santa Fe de Quer         | Bagà     | església                     | Estil: arquitectura popular               | 42° 14′ 47″ N, 1° 50′ 57″ E / 42.246327°N,1.849263°E                                              | bé integrant del patrimoni cultural català |                                      | Modifica les dades a Wikidata |
|        | Santuari de Paller       | Bagà     | església                     |                                           | 42° 16′ 00″ N, 1° 52′ 33″ E / 42.2667°N,1.87586°E                                                 | bé integrant del patrimoni cultural català | Santuari de la Mare de Déu de Paller | Modifica les dades a Wikidata |

## font
| imatge | Nom                 | Ubicat a | instància de | Detalls | coordenades                                                         | Protecció | Commons (més fotos) | Dades a WD                    |
| ------ | ------------------- | -------- | ------------ | ------- | ------------------------------------------------------------------- | --------- | ------------------- | ----------------------------- |
|        | font Tortera        | Bagà     | font         |         | 42° 16′ 56″ N, 1° 43′ 02″ E / 42.2822997458523°N,1.71726599771154°E |           |                     | Modifica les dades a Wikidata |
|        | font de l'Avetar    | Bagà     | font         |         | 42° 17′ 23″ N, 1° 47′ 44″ E / 42.2897057290644°N,1.79560652159076°E |           |                     | Modifica les dades a Wikidata |
|        | font de la Tosca    | Bagà     | font         |         | 42° 15′ 47″ N, 1° 51′ 50″ E / 42.262963957316°N,1.8640082899976°E   |           |                     | Modifica les dades a Wikidata |
|        | font del Joncar     | Bagà     | font         |         | 42° 15′ 35″ N, 1° 52′ 59″ E / 42.2596913300692°N,1.88308208727352°E |           |                     | Modifica les dades a Wikidata |
|        | font dels Banyadors | Bagà     | font         |         | 42° 16′ 03″ N, 1° 52′ 12″ E / 42.267526044344°N,1.8699890236596°E   |           |                     | Modifica les dades a Wikidata |

## masia
| imatge | Nom                | Ubicat a | instància de | Detalls                                      | coordenades                                                               | Protecció                                  | Commons (més fotos) | Dades a WD                    |
| ------ | ------------------ | -------- | ------------ | -------------------------------------------- | ------------------------------------------------------------------------- | ------------------------------------------ | ------------------- | ----------------------------- |
|        | Cal Batista        | Bagà     | masia        |                                              | 42° 14′ 54″ N, 1° 52′ 04″ E / 42.2484280829876°N,1.8678134617156°E        |                                            | Cal Batista (Bagà)  | Modifica les dades a Wikidata |
|        | Cal Cabrit         | Bagà     | masia        |                                              | 42° 14′ 36″ N, 1° 52′ 07″ E / 42.2432763863048°N,1.86870555541148°E       |                                            |                     | Modifica les dades a Wikidata |
|        | Cal Frare          | Bagà     | masia        |                                              | 42° 14′ 12″ N, 1° 52′ 30″ E / 42.2367723939744°N,1.87495422399171°E       |                                            |                     | Modifica les dades a Wikidata |
|        | Cal Perereda       | Bagà     | masia        |                                              | 42° 15′ 27″ N, 1° 50′ 52″ E / 42.2574239202326°N,1.8477942852791°E        |                                            |                     | Modifica les dades a Wikidata |
|        | Cal Punxó          | Bagà     | masia        |                                              | 42° 14′ 57″ N, 1° 52′ 03″ E / 42.2490644118152°N,1.86749903420608°E       |                                            |                     | Modifica les dades a Wikidata |
|        | Cal Viudo          | Bagà     | masia        |                                              | 42° 14′ 31″ N, 1° 51′ 54″ E / 42.2420426257173°N,1.86506719711353°E       |                                            |                     | Modifica les dades a Wikidata |
|        | Cal Xeixa          | Bagà     | masia        |                                              | 42° 14′ 28″ N, 1° 52′ 27″ E / 42.2411152896473°N,1.8742346880222°E        |                                            |                     | Modifica les dades a Wikidata |
|        | Masia Creu de l'Om | Bagà     | masia        | Estil: arquitectura popular Estat: bon estat | 42° 15′ 35″ N, 1° 51′ 11″ E / 42.25976°N,1.85313°E ca:Riugréixer 883 msnm |                                            | Masia Creu de l'Om  | Modifica les dades a Wikidata |
|        | Masia Quer         | Bagà     | masia        | Estil: arquitectura popular 18th century     | 42° 14′ 48″ N, 1° 50′ 43″ E / 42.246557°N,1.845186°E 1139 msnm            | bé integrant del patrimoni cultural català | Quer (Bagà)         | Modifica les dades a Wikidata |
|        | Matallops          | Bagà     | masia        |                                              | 42° 14′ 47″ N, 1° 51′ 12″ E / 42.2464999711853°N,1.85322955286719°E       |                                            |                     | Modifica les dades a Wikidata |
|        | Reboll             | Bagà     | masia        |                                              | 42° 14′ 18″ N, 1° 52′ 26″ E / 42.2382378420722°N,1.87377680858701°E       |                                            |                     | Modifica les dades a Wikidata |
|        | el Claper          | Bagà     | masia        |                                              | 42° 18′ 10″ N, 1° 52′ 40″ E / 42.3027429552523°N,1.87782034716515°E       |                                            |                     | Modifica les dades a Wikidata |
|        | els Graners        | Bagà     | masia        |                                              | 42° 14′ 34″ N, 1° 51′ 54″ E / 42.2427089598649°N,1.86505525370483°E       |                                            |                     | Modifica les dades a Wikidata |
|        | la Talaia          | Bagà     | masia        |                                              | 42° 14′ 17″ N, 1° 52′ 40″ E / 42.2381693416553°N,1.87781391887258°E       |                                            |                     | Modifica les dades a Wikidata |

## muntanya
| imatge | Nom                     | Ubicat a                               | instància de | Detalls | coordenades                                                             | Protecció | Commons (més fotos)     | Dades a WD                    |
| ------ | ----------------------- | -------------------------------------- | ------------ | ------- | ----------------------------------------------------------------------- | --------- | ----------------------- | ----------------------------- |
|        | Cap de l'Artic          | Bagà                                   | muntanya     |         | 42° 16′ 09″ N, 1° 52′ 04″ E / 42.2693°N,1.86787°E 1297.6 msnm           |           |                         | Modifica les dades a Wikidata |
|        | Cap de la Boixassa      | Bagà Gisclareny                        | muntanya     |         | 42° 17′ 19″ N, 1° 47′ 55″ E / 42.288559°N,1.798617°E 1820 msnm          |           | Cap de la Boixassa      | Modifica les dades a Wikidata |
|        | Cap de la Devesa        | Bagà                                   | muntanya     |         | 42° 16′ 57″ N, 1° 53′ 27″ E / 42.28254722°N,1.89096389°E 1754 msnm      |           |                         | Modifica les dades a Wikidata |
|        | Cap del Joncar          | Bagà                                   | muntanya     |         | 42° 15′ 42″ N, 1° 52′ 39″ E / 42.26165556°N,1.87755°E 1154.1 msnm       |           |                         | Modifica les dades a Wikidata |
|        | Cap del Serrat Gran     | Bagà                                   | muntanya     |         | 42° 18′ 39″ N, 1° 54′ 37″ E / 42.3107°N,1.91022°E 2402 msnm             |           | Cap del Serrat Gran     | Modifica les dades a Wikidata |
|        | Pic de Costa Cabirolera | Montellà i Martinet Bagà Josa i Tuixén | muntanya     |         | 42° 16′ 53″ N, 1° 40′ 14″ E / 42.281459°N,1.670418°E 2604 msnm          |           | Pic de Costa Cabirolera | Modifica les dades a Wikidata |
|        | Pic del Cabirol         | Montellà i Martinet Bagà               | muntanya     |         | 42° 17′ 06″ N, 1° 42′ 04″ E / 42.284953°N,1.701012°E 2456 msnm          |           |                         | Modifica les dades a Wikidata |
|        | Puig d'Alp              | Bagà Alp                               | muntanya     |         | 42° 19′ 19″ N, 1° 54′ 25″ E / 42.32186667°N,1.90689722°E 2406.6 msnm    |           |                         | Modifica les dades a Wikidata |
|        | Puig de Comabella       | Bagà                                   | muntanya     |         | 42° 19′ 04″ N, 1° 54′ 08″ E / 42.31771056°N,1.90210056°E 2482.3 msnm    |           |                         | Modifica les dades a Wikidata |
|        | Puigllançada            | Bagà                                   | muntanya     |         | 42° 18′ 02″ N, 1° 56′ 08″ E / 42.300483377°N,1.93553484457°E 2409 msnm  |           | Puigllançada            | Modifica les dades a Wikidata |
|        | Roc de la Llena         | Bagà                                   | muntanya     |         | 42° 16′ 29″ N, 1° 52′ 22″ E / 42.2748°N,1.87267°E 1482.1 msnm           |           |                         | Modifica les dades a Wikidata |
|        | Roca Tallada            | Bagà Gisclareny                        | muntanya     |         | 42° 16′ 55″ N, 1° 49′ 49″ E / 42.28208333°N,1.83027778°E 1666.7 msnm    |           |                         | Modifica les dades a Wikidata |
|        | Roca Tiraval            | Bagà                                   | muntanya     |         | 42° 14′ 54″ N, 1° 50′ 16″ E / 42.24825°N,1.83769444°E 1453 msnm         |           | Roca Tiraval            | Modifica les dades a Wikidata |
|        | Roca de la Moixa        | Bagà Bellver de Cerdanya Gisclareny    | muntanya     |         | 42° 17′ 27″ N, 1° 46′ 44″ E / 42.29075°N,1.778922°E 2048.4 2053 msnm    |           |                         | Modifica les dades a Wikidata |
|        | Roca-sança              | Bagà Guardiola de Berguedà             | muntanya     |         | 42° 18′ 34″ N, 1° 52′ 17″ E / 42.30952778°N,1.87138889°E 1893.7 msnm    |           |                         | Modifica les dades a Wikidata |
|        | Rocs de Canells         | Bagà                                   | muntanya     |         | 42° 17′ 57″ N, 1° 54′ 33″ E / 42.29927778°N,1.90913889°E 2254 msnm      |           | Rocs de Canells         | Modifica les dades a Wikidata |
|        | Serrat dels Moixons     | Bagà                                   | muntanya     |         | 42° 14′ 29″ N, 1° 51′ 28″ E / 42.24138889°N,1.85777778°E 1133 msnm      |           |                         | Modifica les dades a Wikidata |
|        | Turbians                | Bagà Gisclareny                        | muntanya     |         | 42° 14′ 42″ N, 1° 49′ 32″ E / 42.24500278°N,1.825675°E 1519.2 msnm      |           |                         | Modifica les dades a Wikidata |
|        | els Orris               | Bagà                                   | muntanya     |         | 42° 17′ 52″ N, 1° 54′ 05″ E / 42.29766667°N,1.90144444°E 2166.7 msnm    |           |                         | Modifica les dades a Wikidata |
|        | la Tosa                 | Alp Urús Das Bagà                      | muntanya     |         | 42° 19′ 14″ N, 1° 53′ 34″ E / 42.3205750504°N,1.89266087667°E 2536 msnm |           | Tosa d'Alp              | Modifica les dades a Wikidata |
|        | puig de la Canal Freda  | Urús Bagà                              | muntanya     |         | 42° 19′ 02″ N, 1° 53′ 00″ E / 42.3172°N,1.88333°E 2331.4 msnm           |           |                         | Modifica les dades a Wikidata |

## nucli de població
| imatge | Nom         | Ubicat a | instància de                                           | Detalls | coordenades                                                       | Protecció | Commons (més fotos) | Dades a WD                    |
| ------ | ----------- | -------- | ------------------------------------------------------ | ------- | ----------------------------------------------------------------- | --------- | ------------------- | ----------------------------- |
|        | Riugréixer  | Bagà     | nucli de població                                      |         | 42° 16′ 12″ N, 1° 51′ 02″ E / 42.270034566736°N,1.8505429637458°E |           |                     | Modifica les dades a Wikidata |
|        | Rocamora    | Bagà     | nucli de població                                      |         | 42° 15′ 24″ N, 1° 51′ 44″ E / 42.256794272611°N,1.8623052810454°E |           |                     | Modifica les dades a Wikidata |
|        | Terradelles | Bagà     | nucli de població nucli d'entitat singular de població | 199 hab | 42° 14′ 25″ N, 1° 52′ 21″ E / 42.240199°N,1.87263°E 745 msnm      |           | Terradelles (Bagà)  | Modifica les dades a Wikidata |

## pont
| imatge | Nom                         | Ubicat a | instància de           | Detalls                                                | coordenades                                                                                  | Protecció                                  | Commons (més fotos)          | Dades a WD                    |
| ------ | --------------------------- | -------- | ---------------------- | ------------------------------------------------------ | -------------------------------------------------------------------------------------------- | ------------------------------------------ | ---------------------------- | ----------------------------- |
|        | Pont de Patola              | Bagà     | pont                   | 14th century Estat: bon estat                          | 42° 15′ 53″ N, 1° 49′ 39″ E / 42.264767993565°N,1.8275292323465°E ca:Roca Tiraval            |                                            |                              | Modifica les dades a Wikidata |
|        | Pont de Terradelles         | Bagà     | pont                   | 1332                                                   | 42° 14′ 22″ N, 1° 52′ 22″ E / 42.239429°N,1.872816°E ca:Terradelles                          | bé integrant del patrimoni cultural català |                              | Modifica les dades a Wikidata |
|        | Pont de la Vila             | Bagà     | pont                   | Estil: arquitectura gòtica 1335 Llarg: 22m             | 42° 15′ 06″ N, 1° 51′ 40″ E / 42.2518°N,1.86108°E ca:Nucli històric                          | bé integrant del patrimoni cultural català | Pont de la Vila (Bagà)       | Modifica les dades a Wikidata |
|        | Pont del Roser              | Bagà     | pont                   | Estil: arquitectura popular 14th century Estat: malmès | 42° 15′ 00″ N, 1° 51′ 57″ E / 42.250077°N,1.865826°E ca:Sobre el torrent de la Creu 778 msnm | bé integrant del patrimoni cultural català | Pont del Roser (Bagà)        | Modifica les dades a Wikidata |
|        | Viaducte del Bac de Diví    | Bagà     | pont pont de carretera | 1984 Hi passa: C-16 E09 Llarg: 337m                    | 42° 16′ 30″ N, 1° 51′ 13″ E / 42.2750085090327°N,1.85365867941483°E                          |                                            | Viaducte de Bac de Diví      | Modifica les dades a Wikidata |
|        | pont de Riugrèixer          | Bagà     | pont                   | Estil: arquitectura popular                            | 42° 15′ 26″ N, 1° 50′ 52″ E / 42.257173°N,1.847907°E 812 msnm                                | bé integrant del patrimoni cultural català | Pont de Riugrèixer (de Baix) | Modifica les dades a Wikidata |
|        | pont medieval de Riugrèixer | Bagà     | pont                   | Estil: arquitectura popular                            | 42° 16′ 19″ N, 1° 51′ 03″ E / 42.27185°N,1.850776°E 913 msnm                                 | bé integrant del patrimoni cultural català | Pont de Riugrèixer (de Dalt) | Modifica les dades a Wikidata |

## refugi de muntanya
| imatge | Nom                           | Ubicat a | instància de             | Detalls                                                          | coordenades                                                                             | Protecció | Commons (més fotos)           | Dades a WD                    |
| ------ | ----------------------------- | -------- | ------------------------ | ---------------------------------------------------------------- | --------------------------------------------------------------------------------------- | --------- | ----------------------------- | ----------------------------- |
|        | Refugi de Rebost              | Bagà     | refugi de muntanya       | 1955-09-25 Hi passa: cavalls del vent GR 150 GR 4 Transpirinenca | 42° 17′ 14″ N, 1° 53′ 07″ E / 42.28726944444445°N,1.8851805555555552°E 1650 msnm        |           | Refugi de Rebost              | Modifica les dades a Wikidata |
|        | pleta de Comabella            | Bagà     | refugi de muntanya cleda |                                                                  | 42° 18′ 58″ N, 1° 54′ 44″ E / 42.31611°N,1.912124°E ca:A la coma de Comabella 2139 msnm |           | Pleta de Comabella            | Modifica les dades a Wikidata |
|        | refugi Niu de l'Àliga         | Bagà     | refugi de muntanya       | 1966-12-10 Hi passa: cavalls del vent                            | 42° 19′ 10″ N, 1° 53′ 36″ E / 42.3195°N,1.89331°E la Tosa 2520 msnm                     |           | Refugi Niu de l'Àliga         | Modifica les dades a Wikidata |
|        | refugi del Santuari de Paller | Bagà     | refugi de muntanya       | 1747 Hi passa: Camí dels bons homes                              | 42° 16′ 00″ N, 1° 52′ 33″ E / 42.26673333°N,1.87583333°E ca:Santuari de Paller 993 msnm |           | Refugi del Santuari de Paller | Modifica les dades a Wikidata |

## serra
| imatge | Nom                    | Ubicat a                            | instància de | Detalls | coordenades                                                          | Protecció | Commons (més fotos)    | Dades a WD                    |
| ------ | ---------------------- | ----------------------------------- | ------------ | ------- | -------------------------------------------------------------------- | --------- | ---------------------- | ----------------------------- |
|        | Serra Cabirolera       | Bagà Montellà i Martinet            | serra        |         | 42° 17′ 08″ N, 1° 40′ 52″ E / 42.285489°N,1.681059°E 2446 msnm       |           | Serra Cabirolera       | Modifica les dades a Wikidata |
|        | Serra Pedregosa (Bagà) | Saldes Bagà                         | serra        |         | 42° 16′ 37″ N, 1° 41′ 54″ E / 42.27702778°N,1.69836111°E 2451 msnm   |           | Serra Pedregosa (Bagà) | Modifica les dades a Wikidata |
|        | la Moixa               | Bellver de Cerdanya Bagà Gisclareny | serra        |         | 42° 17′ 28″ N, 1° 46′ 28″ E / 42.2911°N,1.77432°E 2212.5 msnm        |           |                        | Modifica les dades a Wikidata |
|        | serra de Colobre       | Bagà Guardiola de Berguedà          | serra        |         | 42° 16′ 27″ N, 1° 54′ 30″ E / 42.2742°N,1.90839°E 1581.9 msnm        |           |                        | Modifica les dades a Wikidata |
|        | serra dels Cortils     | Bagà                                | serra        |         | 42° 17′ 04″ N, 1° 42′ 07″ E / 42.2844°N,1.70206°E 2456.5 msnm        |           |                        | Modifica les dades a Wikidata |
|        | serrat Gran            | Bagà                                | serra        |         | 42° 19′ 03″ N, 1° 54′ 11″ E / 42.3175°N,1.90297°E 2482.3 msnm        |           |                        | Modifica les dades a Wikidata |
|        | serrat dels Trulls     | Bagà Gisclareny                     | serra        |         | 42° 16′ 41″ N, 1° 50′ 13″ E / 42.27797222°N,1.83697222°E 1666.7 msnm |           |                        | Modifica les dades a Wikidata |

## serralada
| imatge | Nom              | Ubicat a                                                                                     | instància de             | Detalls                  | coordenades                                                    | Protecció | Commons (més fotos) | Dades a WD                    |
| ------ | ---------------- | -------------------------------------------------------------------------------------------- | ------------------------ | ------------------------ | -------------------------------------------------------------- | --------- | ------------------- | ----------------------------- |
|        | serra de Moixeró | Urús Riu de Cerdanya Bellver de Cerdanya Guardiola de Berguedà Bagà                          | serralada                |                          | 42° 18′ 06″ N, 1° 51′ 23″ E / 42.301561°N,1.856439°E 2276 msnm |           | Serra de Moixeró    | Modifica les dades a Wikidata |
|        | serra del Cadí   | Cava Josa i Tuixén Saldes Gisclareny Montellà i Martinet Alàs i Cerc la Vansa i Fórnols Bagà | serralada àrea protegida | Llarg: 22.6km Ample: 8km | 42° 17′ 08″ N, 1° 38′ 09″ E / 42.285691°N,1.635761°E           |           | Serra del Cadí      | Modifica les dades a Wikidata |

## vèrtex geodèsic
| imatge | Nom                     | Ubicat a | instància de    | Detalls   | coordenades                                                        | Protecció | Commons (més fotos) | Dades a WD                    |
| ------ | ----------------------- | -------- | --------------- | --------- | ------------------------------------------------------------------ | --------- | ------------------- | ----------------------------- |
|        | Penyes Altes de Moixeró | Bagà     | vèrtex geodèsic | Alt: 1.2m | 42° 18′ 23″ N, 1° 50′ 33″ E / 42.306291°N,1.842465°E 2275.692 msnm |           |                     | Modifica les dades a Wikidata |
|        | Puig Llansada           | Bagà     | vèrtex geodèsic | Alt: 1.2m | 42° 18′ 01″ N, 1° 56′ 08″ E / 42.300299°N,1.935574°E 2409.257 msnm |           |                     | Modifica les dades a Wikidata |
|        | Turbians                | Bagà     | vèrtex geodèsic | Alt: 1.2m | 42° 14′ 42″ N, 1° 49′ 32″ E / 42.245004°N,1.825674°E 1519.163 msnm |           |                     | Modifica les dades a Wikidata |

## Misc
| imatge | Nom                                         | Ubicat a | instància de                                   | Detalls                                 | coordenades                                                                        | Protecció                                            | Commons (més fotos) | Dades a WD                    |
| ------ | ------------------------------------------- | -------- | ---------------------------------------------- | --------------------------------------- | ---------------------------------------------------------------------------------- | ---------------------------------------------------- | ------------------- | ----------------------------- |
|        | Bagà                                        | Bagà     | entitat singular de població capital municipal | 2181 hab                                | 42° 15′ 10″ N, 1° 51′ 40″ E / 42.25289°N,1.86098°E 787 msnm                        |                                                      |                     | Modifica les dades a Wikidata |
|        | Els Cortils                                 | Bagà     | indret                                         | Superfície: 3.28km²                     | 42° 17′ 04″ N, 1° 42′ 08″ E / 42.28458333°N,1.70225°E                              |                                                      |                     | Modifica les dades a Wikidata |
|        | Molí del Casó                               | Bagà     | molí d'aigua                                   | 20th century                            | 42° 14′ 24″ N, 1° 52′ 21″ E / 42.2398911811664°N,1.87247479163998°E ca:Terradelles |                                                      |                     | Modifica les dades a Wikidata |
|        | Muralles de Bagà                            | Bagà     | muralla urbana                                 |                                         | 42° 15′ 12″ N, 1° 51′ 36″ E / 42.253266°N,1.860106°E                               | bé d'interès cultural bé cultural d'interès nacional | Muralles de Bagà    | Modifica les dades a Wikidata |
|        | Palau dels Barons de Pinós                  | Bagà     | castell                                        |                                         | 42° 15′ 12″ N, 1° 51′ 40″ E / 42.2533°N,1.86111°E                                  | bé d'interès cultural bé cultural d'interès nacional | Castell de Bagà     | Modifica les dades a Wikidata |
|        | Plaça Galceran de Pinós                     | Bagà     | plaça porticada                                | Estil: arquitectura popular gòtic tardà | 42° 15′ 10″ N, 1° 51′ 38″ E / 42.252762°N,1.860481°E                               | bé integrant del patrimoni cultural català           | Plaça Major (Bagà)  | Modifica les dades a Wikidata |
|        | Polígon industrial del Torrent del Gibellàs | Bagà     | polígon industrial                             |                                         | 42° 15′ 10″ N, 1° 52′ 11″ E / 42.252760611678°N,1.86969982769429°E                 |                                                      |                     | Modifica les dades a Wikidata |
|        | Pou de glaç de Bagà                         | Bagà     | pou de neu                                     | Estil: arquitectura popular             | 42° 15′ 07″ N, 1° 51′ 30″ E / 42.252019°N,1.858276°E                               | bé integrant del patrimoni cultural català           |                     | Modifica les dades a Wikidata |
|        | casa consistorial de Bagà                   | Bagà     | casa consistorial                              |                                         | 42° 15′ 09″ N, 1° 51′ 43″ E / 42.2526086°N,1.8618341°E                             |                                                      | Ajuntament de Bagà  | Modifica les dades a Wikidata |
|        | cortal dels Cortils                         | Bagà     | borda                                          |                                         | 42° 16′ 56″ N, 1° 41′ 30″ E / 42.2821360493448°N,1.69161828492557°E                |                                                      |                     | Modifica les dades a Wikidata |
|        | la Pedrera                                  | Bagà     | pedrera                                        |                                         | 42° 16′ 30″ N, 1° 51′ 02″ E / 42.2751227233186°N,1.85067339988094°E                |                                                      |                     | Modifica les dades a Wikidata |